# Putsch de Kapp

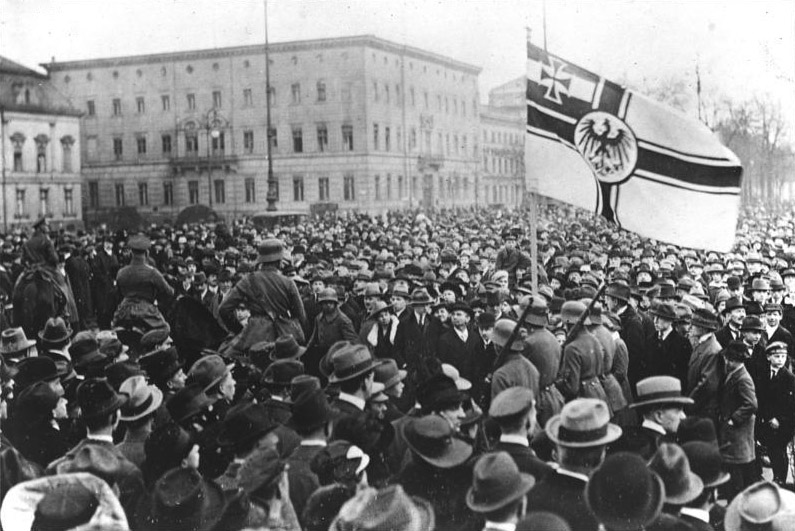
Entrée de la brigade Erhardt à Berlin.

Le putsch de Kapp est une tentative de coup d'État contre la république de Weimar, fomentée par des courants conservateurs, qui se déroule du 13 mars au 17 mars 1920. La tentative commence lorsqu'une brigade commandée par le général Walther von Lüttwitz chasse le gouvernement pour porter au pouvoir Wolfgang Kapp, le fondateur en 1917 du parti de la patrie allemande (d'extrême droite), avec Alfred von Tirpitz.
Bien que le gouvernement légitime ait été contraint de fuir Berlin, le coup d'État échoue au bout de quelques jours, lorsqu'une grande partie de la population allemande se joint à la grève générale déclenchée par le gouvernement. La plupart des fonctionnaires refusent de coopérer avec Kapp et ses alliés. Malgré son échec, le putsch a eu des conséquences importantes pour l'avenir de la République de Weimar. Il est également l'une des causes directes du soulèvement de la Ruhr quelques semaines plus tard, que le gouvernement réprime par la force militaire, après avoir fait preuve d'indulgence à l'égard des dirigeants du putsch. Ces événements ont polarisé l'électorat allemand et entraîné un changement de majorité au Reichstag après les élections de juin 1920.

## Contexte
Après la défaite de l'Empire allemand lors de la Première Guerre mondiale (1914-1918), la révolution allemande de 1918-1919 a mis fin à la monarchie. L'Empire allemand est aboli et un système démocratique, la république de Weimar, est instauré en 1919 par l'Assemblée nationale de Weimar. Les cercles nationalistes et militaristes de droite s'opposent à la nouvelle république et promeuvent le mythe du coup de poignard dans le dos, affirmant que la guerre n'a été perdue que parce que les efforts de l'armée allemande invaincue ont été sapés par des civils à l'intérieur du pays.
En 1919-1920, le gouvernement de l'Allemagne est formé par la coalition de Weimar, composée du parti social-démocrate (SPD, sociaux-démocrates), du Parti démocrate allemand (DDP, libéraux de centre gauche) et du Zentrum (catholiques conservateurs). À ce moment, le président Friedrich Ebert, le chancelier Gustav Bauer et le ministre de la défense Gustav Noske étaient tous membres du SPD. Selon la constitution, le président était le commandant en chef des forces armées, représenté en temps de paix par le ministre de la défense. L'officier le plus haut gradé des forces terrestres était appelé Chef der Heeresleitung, poste occupé au début de l'année 1920 par le général Walther Reinhardt.
Le chancelier Bauer avait été contraint de signer le traité de Versailles en 1919, et cela, même s'il ne l'approuvait pas. Le traité avait été dicté par les Alliés victorieux de la Première Guerre mondiale et obligeait l'Allemagne à assumer la responsabilité de la guerre, réduisant la superficie de l'Allemagne et imposant à la nation d'énormes paiements de réparation et restrictions militaires. Au début de l'année 1919, les effectifs de la Reichswehr, l'armée régulière allemande, étaient estimés à 350 000 hommes, dont plus de 250 000 étaient enrôlés dans les différents Freikorps (« corps francs »), des unités paramilitaires de volontaires, composées en grande partie de soldats rentrés de la guerre. Le gouvernement allemand a utilisé à plusieurs reprises les troupes des Freikorps pour réprimer les soulèvements communistes après la guerre. En vertu du traité de Versailles, entré en vigueur le 10 janvier 1920, l'Allemagne devait réduire ses forces terrestres à un maximum de 100 000 hommes, lesquels ne devaient être que des soldats professionnels, et non des conscrits. Le délai initial était fixé au 31 mars 1920 (prolongé par la suite jusqu'à la fin de l'année). Les unités des Freikorps sont appelées à être dissoutes; la raison de leur création — la répression interne — étant devenue obsolète avec l'écrasement des soulèvements de gauche. Ainsi, ils devenaient une menace pour le gouvernement républicain. Dès juillet 1919, certains hauts gradés de l'armée avaient déjà commencé à évoquer la possibilité d'un coup d'État.

## Coup d'État

### Mise en place
Bien que le putsch porte le nom de Wolfgang Kapp, un fonctionnaire nationaliste de Prusse orientale âgé de 62 ans, qui préparait depuis un certain temps un coup d'État contre la république, il a été fomenté par les militaires ; Kapp n'a joué qu'un rôle de soutien,. Le 29 février 1920, le ministre de la défense Noske ordonne la dissolution de deux des Freikorps les plus puissants, la Marine-Brigade von Loewenfeld (de) et la Marine-Brigade Ehrhardt. Ces unités comptaient entre 5 000 et 6 000 hommes et étaient stationnées au Truppenübungsplatz Döberitz (en), près de Berlin, depuis janvier 1920,. Force d'élite, les Marine-Brigade avaient été créées avec d'anciens officiers et sous-officiers de la Marine impériale, renforcés ensuite par des Baltikumer (ceux qui avaient combattu les bolcheviks en Lettonie en 1919). Pendant la guerre civile de 1919, la brigade a combattu à Munich et à Berlin. Elle était alors très opposée au gouvernement démocratique de Friedrich Ebert.
Le général Walther von Lüttwitz, commandant de toutes les troupes régulières de Berlin et des environs (Gruppenkommando I), le plus haut gradé de l'armée à l'époque et commandant de nombreux Freikorps, a déclaré lors de la parade qu'il « n'accepterait pas » la perte d'une unité aussi importante. Plusieurs officiers de Lüttwitz ont été horrifiés par ce rejet ouvert de l'autorité du gouvernement et ont tenté une médiation en organisant une rencontre entre Lüttwitz et les dirigeants des deux principaux partis de droite. Lüttwitz écoute et retient leurs idées, mais n'est pas dissuadé d'agir. Noske retire alors la brigade de marine du commandement de Lüttwitz et la confie à la direction de la Marine, en espérant qu'elle dissoudra l'unité. Lüttwitz ignore l'ordre mais accepte une rencontre avec le président Ebert, suggérée par son état-major.
Dans la soirée du 10 mars, Lüttwitz se rend avec ses collaborateurs au bureau d'Ebert. Ebert avait également demandé à Noske d'être présent. Lüttwitz, s'appuyant sur les exigences des partis de droite, présente ses revendications : 
- Dissolution immédiate de l'Assemblée nationale.
- Nouvelles élections au Reichstag.
- Nomination de technocrates (Fachminister) comme secrétaires aux Affaires étrangères, à l'Économie et aux Finances.
- Révocation du général Reinhardt.
- Sa propre nomination comme commandant suprême de l'armée régulière.
- Révocation des décrets de dissolution des Marine-Brigaden.

Ebert et Noske rejettent ces demandes. Noske déclare à Lüttwitz qu'il s'attend à ce qu'il démissionne le lendemain.
Lüttwitz se rend à Döberitz le 11 mars et demande à Ehrhardt s'il sera en mesure d'occuper Berlin le soir même. Ehrhardt répondit qu'il avait besoin d'un jour de plus, mais que le 13 mars au matin, il pourrait être au centre de Berlin avec ses hommes. Lüttwitz donna l'ordre et Ehrhardt commença les préparatifs. Ce n'est qu'à ce moment-là que Lüttwitz associe le groupe connu sous le nom de Nationale Vereinigung au complot. Il s'agit de Wolfgang Kapp, membre du Parti populaire national allemand (DNVP), du général en retraite Erich Ludendorff, de Waldemar Pabst (qui avait été à l'origine de l'assassinat de Karl Liebknecht et Rosa Luxemburg en 1919) et de Traugott von Jagow, le dernier chef de la police berlinoise de l'ancien Reich,,. Lüttwitz leur demande d'être prêts à prendre le pouvoir le 13 mars. Le groupe n'est pas préparé mais accepte le calendrier fixé par Lüttwitz. Le fait que des membres sympathisants de la Sicherheitspolizei à Berlin les aient informés que des mandats d'arrêt avaient été lancés contre eux le jour même les a incités à soutenir une action rapide.
Lüttwitz n'est pas démis de ses fonctions mais suspendu le 11 mars. Pour défendre le gouvernement, Noske ordonne à deux régiments de Sicherheitspolizei et à un régiment régulier de prendre position dans le quartier gouvernemental, mais il doute de l'imminence d'un putsch. Les commandants des régiments décident de ne pas suivre les ordres de tirer, décision qui reçoit l'approbation du chef des Truppenamts, le général Hans von Seeckt.

### Occupation de Berlin
La réticence à verser du sang est unilatérale. Dans la soirée du 12 mars, Ehrhardt ordonne à sa brigade de marcher sur Berlin, de « briser impitoyablement toute résistance » (« jeden Widerstand rücksichtslos zu brechen ») et d'occuper le centre de la ville avec les bâtiments gouvernementaux. La brigade, dont les casques et les véhicules sont ornés de croix gammées, se met en route vers Berlin vers 22 heures. Une heure plus tard, le Gruppenkommando est au courant et en informe Noske. Deux officiers généraux rencontrent Ehrhardt et le convainquent de donner au gouvernement une chance de se rendre avant d'être arrêté, à condition que toutes les exigences de Lüttwitz soient acceptées avant 7 heures du matin. Cette information est communiquée à Noske qui rencontre Ebert. Le président convoque alors un conseil des ministres pour 4 heures du matin. À 1 heure du matin, Noske convoque les commandants en chef dans son bureau du Bendlerblock.

Noske demande aux commandants de défendre les bâtiments du gouvernement, mais il essuie un refus. Tous les officiers, sauf deux (dont Reinhardt, Chef der Heeresleitung), refusent de suivre l'ordre de tirer sur les troupes rebelles. Certains suggèrent des négociations, d'autres prétendent que les troupes ne comprendraient pas l'ordre de tirer, d'autres encore affirment que les unités régulières ne seraient pas en mesure de vaincre la brigade d'élite. Seeckt parle de camaraderie entre les troupes et les insurgés. Ses paroles exactes n'ont pas été enregistrées, mais elles ont été rapportées comme suit : 
« Les troupes ne tirent pas sur les troupes : « Les troupes ne tirent pas sur les troupes. Vous avez donc peut-être l'intention, monsieur le ministre, de livrer une bataille devant le Brandenburger Tor entre des troupes qui ont combattu côte à côte contre un ennemi commun ? Lorsque la Reichswehr tirera sur la Reichswehr, toute camaraderie au sein du corps des officiers aura disparu ».
D'autres ont cité les mots de Seeckt comme étant encore plus succincts : « La Reichswehr ne tire pas sur la Reichswehr ! ».
Noske, suffisamment déprimé par la déloyauté des militaires pour parler de suicide à un assistant, fait son rapport au cabinet à 4 heures du matin. Lors d'une réunion confuse au Reichskanzlei, le cabinet non défendu prend deux décisions : fuir la ville et lancer un appel à la grève générale. Ces décisions ne font pas l'unanimité, le vice-chancelier Eugen Schiffer et quelques autres ministres non SPD refusent de quitter la ville, afin de préserver la possibilité de négocier avec les putschistes. Seuls Ebert et les ministres SPD signent l'appel à la grève générale. À 6 h 15, ils doivent interrompre la réunion et s'enfuir. Dix minutes après son départ, la Marine-Brigade atteint la porte de Brandebourg, où elle est accueillie par Lüttwitz, Ludendorff, Kapp et leurs partisans. Peu après, les hommes de Kapp s'installent dans la Reichskanzlei. Soutenus par un bataillon de la Reichswehr régulière, ils occupent le quartier du gouvernement.
Kapp s'autoproclame chancelier (Reichskanzler) et forme un gouvernement provisoire, de son côté, Lüttwitz devient commandant des forces armées et ministre de la Défense. Plusieurs conservateurs connus et d'anciens secrétaires d'État sont invités à assumer des fonctions gouvernementales, mais refusent. L'escroc international Ignaz Trebitsch-Lincoln (en) devient le censeur officiel de la presse pour le nouveau gouvernement Kapp.

### Combats dans Harburg
Depuis le 1er janvier, les Freikorps de la « troupe de fer » de Rudolf Berthold rentrent en Allemagne après avoir combattu en Lituanie. Leur destination finale est Zossen, où ils doivent se désarmer. Le 13 mars, ils sont arrivés à Stade. Là, ils découvrent que l'insurrection est en cours. Empêché de monter à bord d'un train par des cheminots en grève, Berthold fait occuper par ses hommes la gare, l'hôtel de ville, le bureau du télégraphe et le bureau de poste. Il installe ensuite ses troupes pour la nuit dans le lycée de jeunes filles de la ville. Le lendemain, la troupe réquisitionne un train qui se faufile sur des voies peu sûres jusqu'à Harburg, près de la ville d'Hambourg. Avant l'arrivée de la troupe, les fonctionnaires socialistes indépendants de la ville avaient discrètement arrêté le commandant du bataillon local de la Reichswehr, laissant les soldats sans chef. À l'arrivée du train, les fonctionnaires dirigent les Freikorps  vers le collège local pour qu'ils s'y abritent.
Le lendemain matin, 15 mars 1920, une milice de citoyens commence à se rassembler autour de l'école. Vers midi, un mitrailleur du Freikorps  tire une rafale sur la foule rassemblée pour la disperser. Une fusillade s'ensuit, faisant treize victimes civiles. Trois soldats de la troupe sont également tués et huit autres capturés et exécutés. N'ayant ni police ni troupes de la Reichswehr pour contenir la milice qui se rassemblait, et ne disposant que de peu de munitions, Berthold comprend qu'il doit négocier sa reddition. Il accepte de laisser ses hommes non armés sortir de l'école à 18 heures, sous réserve que la milice ne leur fasse pas de mal. Au cours de cette reddition, une foule enragée se jette sur la troupe et Berthold est assassiné. La troupe désarmée est emmenée dans une base militaire voisine.

### Réactions
Le putsch ne rencontre aucune résistance militaire : les troupes régulières de Berlin, la Sicherheitspolizei, la Marine, les commandements des armées de la Prusse orientale, de la Poméranie, du Brandebourg et de la Silésie acceptent formellement le nouveau ministre de la Défense et Reichskanzler. L'amiral Adolf von Trotha, commandant de la Marine, s'est prononcé en faveur du coup d'État dès qu'il en a eu connaissance. En Bavière, le gouvernement social-démocrate démissionne après avoir refusé d'instaurer un régime d'urgence comme l'exigeaient les généraux de la Reichswehr Arnold von Möhl, Georg Escherich et Gustav Ritter von Kahr. Le Parlement bavarois élit alors Kahr, un homme politique de droite associé au parti populaire bavarois, au poste de ministre-président de Bavière. Dans le reste du Reich, les commandants des Wehrkreise (districts militaires) ne se prononcent pas pour ou contre Kapp mais ne sont pas neutres. La plupart sympathisent plus ou moins ouvertement avec les putschistes. Les échelons supérieurs de la bureaucratie sont toujours dominés par ceux qui ont accédé à leurs postes sous l'Empire et la plupart d'entre eux sont favorables au coup d'État, tout en restant extérieurement neutres et en attendant leur heure. Dans les provinces orientales, la bureaucratie se range derrière Kapp et Lüttwitz.

### Grève générale
Le gouvernement se rend à Dresde, où il espère obtenir le soutien du général Maercker, mais celui-ci a reçu l'ordre de Berlin de le placer en « détention préventive » et il se rend à Stuttgart. La proclamation du cabinet du 13 mars, appelant les travailleurs allemands à vaincre le putsch par une grève générale, rencontre un énorme succès et reçoit le soutien massif de la classe ouvrière. Les syndicats majoritaires, favorables au gouvernement dominé par les sociaux-démocrates, se joignent à l'appel à la grève le même jour, de même que le Parti social-démocrate indépendant (USPD), le Parti démocratique et le Parti communiste d'Allemagne (KPD) un jour plus tard.
La grève débute à Berlin le 14 mars et s'étend le lendemain à l'ensemble du Reich. Il s'agit de la grève la plus importante de l'histoire de l'Allemagne, à laquelle participent jusqu'à douze millions de travailleurs. Le pays est paralysé. À Berlin, le gaz, l'eau et l'électricité sont coupés. De plus, selon Pierre Mariel (écrivant sous le pseudonyme de Werner Gerson), la Reichsbank refuse de financer davantage les troupes putschistes[réf. à confirmer] : « on a promis aux troupes de régler l'arriéré des soldes. Or dès le 14 — un dimanche — les caisses du complot sont vides. Hugo Stinnes ne tient pas ses engagements. Alors von Lüttwitz somme le directeur de la Banque d'État, Havenstein, de lui remettre les réserves de son établissement. Ironiquement, le banquier répond qu'il ne travaille pas le dimanche. Le lundi 15 mars, nouvelle réquisition, nouveau refus de Havenstein. Chaos, disette, mutineries. Révolte dans la banlieue rouge de Berlin. Les journalistes, outrés des procédés de von Lüttwitz, exigent sa démission. Il abandonne alors son ministère et persuade von Kapp que la partie est perdue, qu'il n'est que temps de s'enfuir. ».
Adolf Hitler, qui avait été en contact avec les membres de la Nationale Vereinigung et était désireux d'aider le coup d'État, se rend à Munich en avion. Le pilote était Robert von Greim, que Hitler nommera plus tard dernier commandant de la Luftwaffe. Il est accueilli par des grévistes sur un aérodrome éloigné de Berlin, où il atterrit par erreur et doit se déguiser. Finalement, Hitler peut poursuivre son vol avec Dietrich Eckart jusqu'à Berlin, où ils se rendent immédiatement à la Reichskanzlei pour y rencontrer Wolfgang Kapp. Hitler et Eckart sont abordés par Ignaz Trebitsch-Lincoln, qui leur annonce la fuite de Kapp et l'échec du coup d'État.

### Échec
Le pays étant paralysé, Kapp et Lüttwitz sont incapables de gouverner ; à Berlin, les communications entre les unités militaires se font uniquement par courrier. La base de la bureaucratie est en grève et il n'y a pas de journaux. Les proclamations demandant aux ouvriers de reprendre leur travail, les promesses de nouvelles élections et même la menace de la peine capitale pour les grévistes restent sans effet. Le putsch s'effondre le 17 mars, quatre jours après avoir commencé. Kapp a placé le vice-chancelier Schiffer et les membres du gouvernement de l'État prussien en détention préventive le 13 mars, mais ils sont libérés le lendemain. Le 15 mars, des négociations s'ouvrent. Des représentants de la droite démocratique, Oskar Hergt et Gustav Stresemann, y participent également. Les quatre grands partis de centre-droit (Parti démocratique, Zentrum, Parti populaire allemand et Parti populaire national allemand) conviennent que la principale menace est désormais le « bolchevisme » et qu'ils doivent « reconquérir » le corps des officiers. Il n'est pas souhaitable que Kapp et Lüttwitz soient renversés, il faut les voir abandonner volontairement la partie.
Les quatre partis, soutenus par quelques sociaux-démocrates restés à Berlin, proposent de nouvelles élections, un remaniement ministériel et une amnistie pour tous les participants au putsch, si Kapp et Lüttwitz renoncent. Les putschistes n'offrent que le retrait de Kapp, et Lüttwitz tente de tenir un jour de plus à la tête d'une dictature militaire, mais ses commandants l'abandonnent. Ils proposent à Schiffer, en l'absence d'Ebert chargé des affaires du gouvernement, de nommer Seeckt à la tête de la Reichswehr, ce que Schiffer fait au nom d'Ebert. Lorsque Lüttwitz présente sa démission le 18 mars, Schiffer l'accepte, toujours au nom d'Ebert, tout en lui accordant la totalité de ses droits à la retraite. Schiffer suggère également à Pabst et Lüttwitz de quitter le pays en attendant que l'Assemblée nationale se prononce sur la question de l'amnistie et leur propose même de faux passeports et de l'argent.
Le 18 mars, Seeckt fait l'éloge de la discipline de la Marine-Brigade Ehrhardt et, le lendemain, promet par écrit à Ehrhardt qu'il ne sera pas arrêté tant qu'il commandera la brigade, sous réserve qu'elle quitte Berlin. Mais chahutés par une foule hostile, les soldats putschistes ouvrent le feu à la mitrailleuse, faisant douze morts et trente blessés graves parmi les civils.
Finalement, Kapp reste en Allemagne et ne s'enfuit en Suède qu'en avril. Lüttwitz s'est d'abord rendu en Saxe et n'est parti que plus tard en Hongrie. Les deux hommes ont utilisé des passeports fournis par des sympathisants dans la police. Ehrhardt s'est caché en Bavière.

## Suites

### Conséquences
En 2009, M. Layton écrit : 
« À première vue, l'effondrement du putsch de Kapp pouvait être considéré comme un succès majeur pour la République de Weimar. En six jours de crise, elle avait conservé le soutien de la population berlinoise et résisté efficacement à une menace majeure de l'extrême droite ». 
Parmi les griefs que Kapp et ses partisans formulaient à l'encontre du gouvernement, il y avait le fait que l'Assemblée nationale, qui avait été élue pour siéger temporairement, commençait à agir comme un Reichstag permanent et qu'il semblait que cette assemblée pourrait réviser la Constitution en ce qui concernait l'élection du président de la République, qui pourrait être élu par le Reichstag, plutôt qu'au suffrage universel. En conséquence de la crise politique provoquée par le putsch, la date des élections générales pour le premier Reichstag républicain est avancée au 6 juin. Toutes les tentatives visant à modifier le mode d'élection de la présidence de la République sont abandonnées. Lors des élections au Reichstag du 6 juin, le nombre de voix exprimées en faveur du SPD et du Parti démocratique diminue de plus de moitié par rapport aux élections de janvier 1919, tandis que le parti national populaire allemand (DNVP) de droite (dont certains électeurs ont fini par se rallier aux nazis) et l'USPD de gauche progressent de manière substantielle. La coalition de Weimar perd sa majorité au parlement et ne la retrouvera jamais.

### Soulèvement de la Ruhr
Dans toute l'Allemagne, les effets du putsch de Kapp-Lüttwitz sont plus durables qu'à Berlin. Dans certaines régions du pays, la grève se transforme en révolte armée. La violence est le fait de commandants militaires locaux qui soutiennent le nouveau gouvernement et arrêtent les piquets de grève, et auxquels les travailleurs résistent. En Thuringe et en Saxe, les militaires ont vaincu les ouvriers après des combats sanglants. Dans la Ruhr, les travailleurs poursuivent leurs protestations après l'effondrement du putsch de Berlin. Lors du soulèvement de la Ruhr, l'Armée rouge de la Ruhr, composée d'environ 50 000 travailleurs, est passée à l'offensive dans le but de renverser la République de Weimar et de la remplacer par une république de type soviétique. Le 17 mars, elle s'empare de Dortmund, le 18 mars de Hamm et de Bochum et le 19 mars d'Essen, ce qui amène le commandant local du district militaire de Münster à ordonner le retrait. Le 22 mars, la Ruhr est sous le contrôle des ouvriers révolutionnaires.
Le gouvernement légitime revient à Berlin le 20 mars et exige la fin de la grève générale. Il offre quelques concessions aux syndicats, dont certaines sont faites de mauvaise foi. Les syndicats (ADGB, Afa-Bund et DBB) demandent la création d'un nouveau gouvernement composé du SPD et de l'USPD dirigé par Carl Legien, mais seul un nouveau gouvernement basé sur la coalition de Weimar trouve une majorité à l'Assemblée nationale. Hermann Müller (SPD) remplace Bauer au poste de chancelier. Le gouvernement tente alors de négocier avec les travailleurs qui refusent de déposer les armes après l'arrêt de la grève par les syndicats le 22 mars. Après l'échec des négociations, la révolte dans la Ruhr est réprimée par des unités de la Reichswehr et des Freikorps  au début du mois d'avril 1920. Plus de mille travailleurs sont tués, dont beaucoup lors d'exécutions sommaires, certaines commises par des unités qui avaient été impliquées dans le putsch, notamment la Marine-Brigade Loewenfeld. Six cents soldats de la Reichswehr et du Freikorps  sont également tués. Comme en 1918-1919, la gauche a pu accuser le SPD et le gouvernement Ebert de se ranger du côté des ennemis des travailleurs et de la République.

### Acteurs du coup d'État
L'échec du putsch n'a pas entraîné l'arrestation de certains conspirateurs tels que Pabst et Ehrhardt, qui ont trouvé refuge en Bavière sous le gouvernement de droite de Gustav von Kahr (lui-même issu indirectement du putsch de Kapp-Lüttwitz) et ont tenté d'y organiser des complots contre la Constitution et le gouvernement républicains de l'Allemagne. La crise dans les relations de la Bavière avec le Reich (août-septembre 1921), qui aboutit à la démission de Kahr, est une nouvelle phase du même problème.
Après le putsch, Noske a désigné Kapp, Pabst et Ehrhardt comme responsables, malgré le soutien de personnes bien plus haut placées dans l'armée. La plupart des participants ont bénéficié d'une amnistie et, le 2 août 1920, le Reichstag a adopté une loi qui amnistiait tous les crimes commis pendant le putsch et le soulèvement de la Ruhr qui a suivi, à l'exception de ceux qui étaient dus à la « cruauté » ou à l'« intérêt personnel ». Sur les 705 affaires portées contre des civils, seule la poursuite de von Jagow a abouti à un verdict de culpabilité. Les membres des Freikorps et de la Reichswehr ont été soumis au droit militaire et sur 775 passations en cours martiales, 486 affaires ont été classées. Quarante-huit officiers sont démis de leurs fonctions, six démissionnent, les autres font l'objet de mesures disciplinaires légères. La Marinebrigade Ehrhardt est dissoute en mai 1920, mais la plupart de ses membres sont autorisés à rejoindre la Reichswehr où ils ont fait de belles carrières. Les tribunaux ont été beaucoup plus sévères à l'égard des membres de l'Armée rouge de la Ruhr, dont beaucoup ont été condamnés à de longues peines d'emprisonnement.
Kapp est arrêté en Suède le 16 avril mais n'est pas expulsé vers l'Allemagne. Il retourne volontairement en Allemagne en avril 1922 et meurt la même année en prison dans l'attente de son procès. Lüttwitz est rentré en Allemagne dans le cadre d'une amnistie en 1924. Gustav Noske est contraint à la démission par les syndicats le 22 mars, comme condition à la fin de la grève générale et parce que certains au sein du SPD estiment qu'il n'a pas été assez ferme face aux putschistes ; Otto Geßler succède à Noske au poste de ministre de la défense,. Le général Reinhardt démissionne également pour protester contre le licenciement de Noske. Le général Seeckt lui succède au poste de Chef der Heeresleitung.
L'ancien grand vizir ottoman Talaat Pacha, principal responsable du génocide arménien, se cachait à Berlin après la guerre et est apparu à la conférence de presse pour critiquer les putschistes pour leur dilettantisme.

### Monument de la marche de la mort

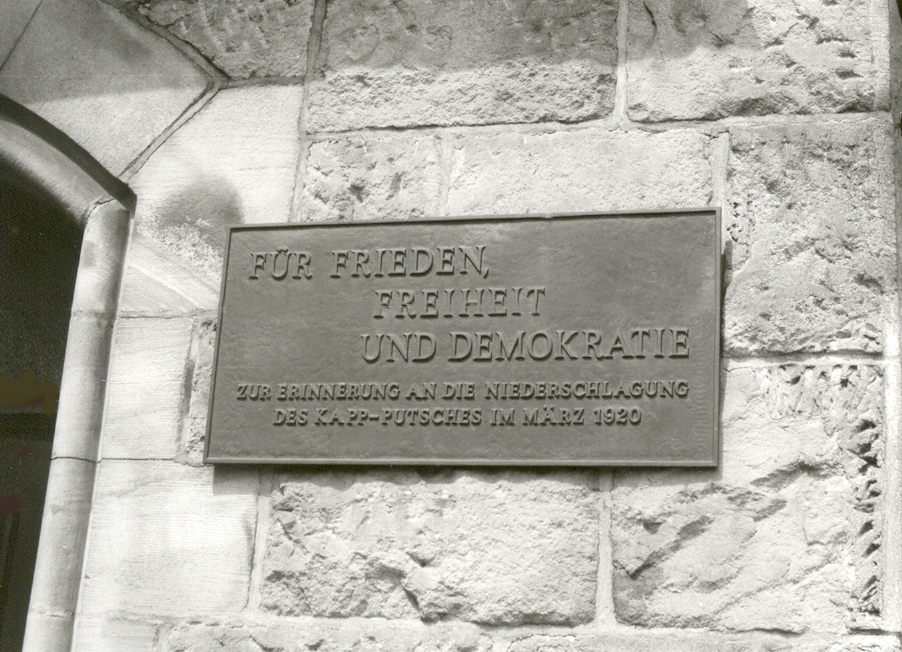
Plaque commémorant la mise en échec du putsch de Kapp, à la gare de Wetter : « Pour la paix, la liberté et la démocratie ».

Entre 1920 et 1922, un monument en l'honneur des ouvriers tués à la suite du putsch de Kapp fut érigé au cimetière central de Weimar. Le mémorial a été commandé par le Weimar Gewerkschaftskartell (cartel de syndicats), qui a organisé un concours pour sélectionner un dessin. Il a été construit selon les plans présentés par le bureau d'architecture de Walter Gropius. Bien que Gropius ait déclaré que le Bauhaus devait rester politiquement neutre, il accepta de participer au concours des artistes de Weimar à la fin de 1920.
Le monument était disposé autour d'un espace intérieur dans lequel les visiteurs pouvaient se tenir debout. Le mémorial, fracturé à plusieurs reprises et très anguleux, s'élevait sur trois côtés, comme s'il était sorti ou enfoncé dans la terre.
Le monument fut détruit par les nazis en février 1936. Le parti nazi était évidemment politiquement hostile à toute commémoration de la victoire de la République sur les putschistes et considérait de plus le monument comme un exemple d'« art dégénéré ».